# 歪片熠萤属
歪片熠萤属，是鞘翅目萤科熠萤亚科的一属，分布于东洋界。本属的主要特征是成虫第8节腹板不对称，右侧凹陷。
本属目前发现4种：
- Asymmetricata bicoloripes (Pic, 1927)
- 黄宽缘萤 Asymmetricata circumdata (Motschulsky, 1854)
- Asymmetricata humeralis (Walker, 1858)
- 卵黄萤 Asymmetricata ovalis (Hope, 1831)